# Säters fasta paviljong

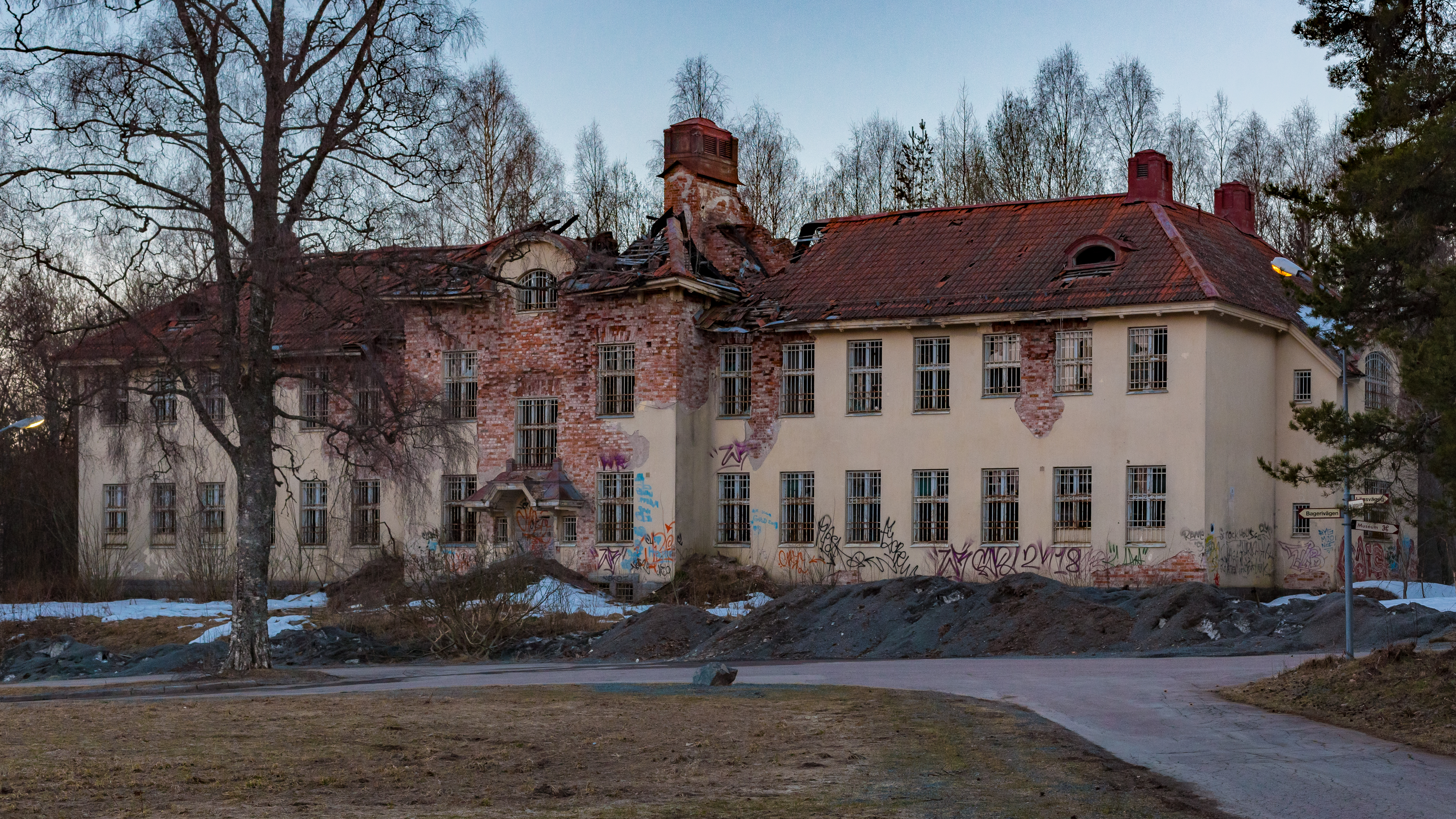
Fasta paviljongen 2019.

Säters fasta paviljong var namnet på en tidigare rättspsykiatrisk klinik. Byggnaden var belägen på Länsvägen i Skönvik utanför Säter och revs den 7 april 2023. 

## Historik
Byggnaden öppnade den 29 maj 1912 och var ritad av Ture Stenberg. Avdelningen hade vid öppnandet 27 vårdplatser och var 1912 en av två säkerhetsavdelningar i landet, den andra låg på Säters tvillinghospital Sankta Gertruds sjukhus i Västervik. Paviljongen var till för psykiskt sjuka personer som begått allvarliga vålds-, hot- eller sexualbrott. Avdelningen hade en högre personaltäthet och ett starkare skydd mot rymning, med bland annat tjockare väggar, larmanordningar, centralstyrning av elektriskt ljus och en säkert placerad portvakt som reglerade in- och utgång till byggnaden. Till avdelningen hörde en promenadgård, som omgärdades av ett högt trästaket, senare en mur. Fasta paviljongen stängdes 1989. Under branden 2002 förstördes vissa delar av byggnaden.
En av de mest kända patienterna på Fasta paviljongen var Salaligans ledare Sigvard Nilsson-Thurneman.

## Bilder

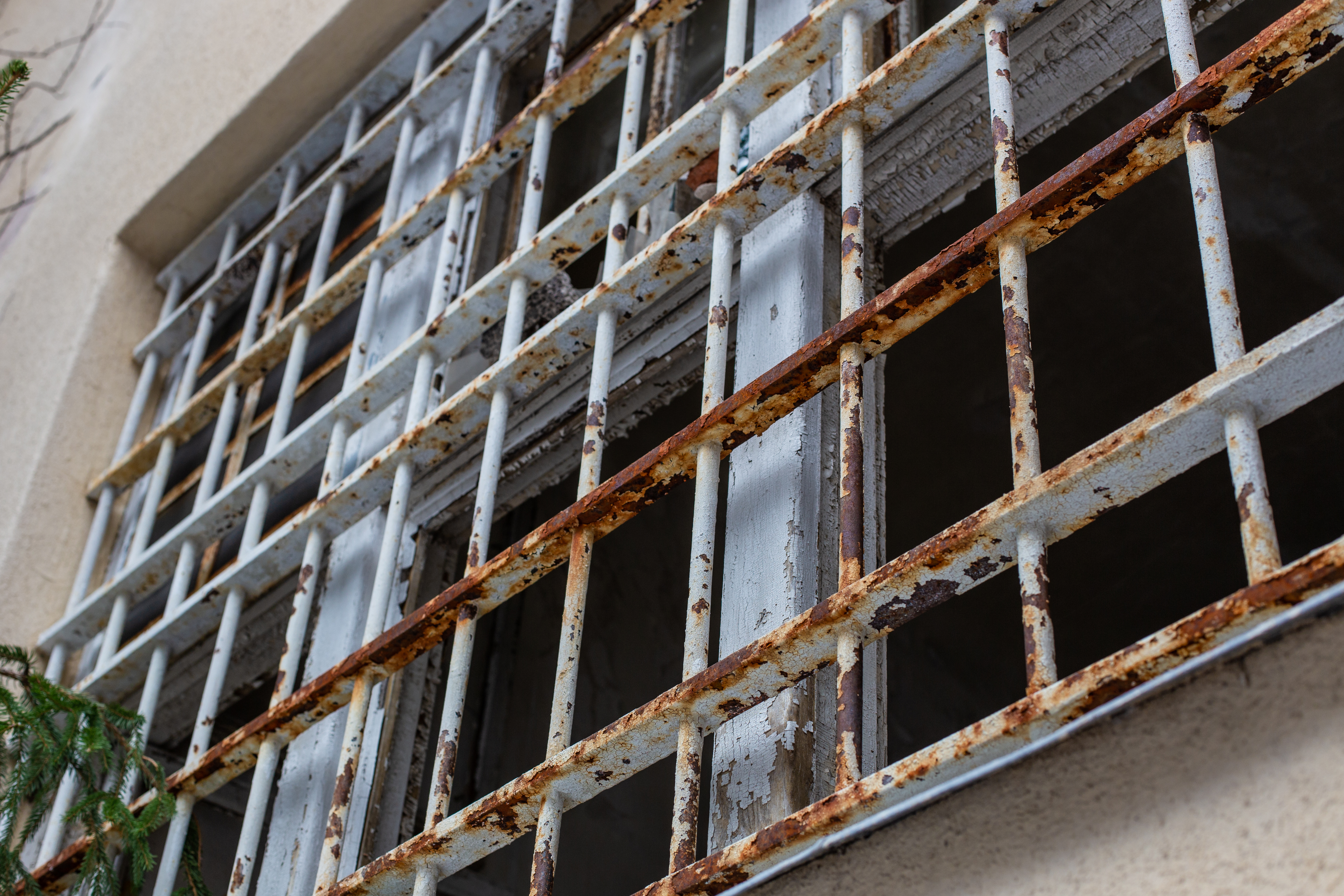
Fönster på västra sidan 2019.
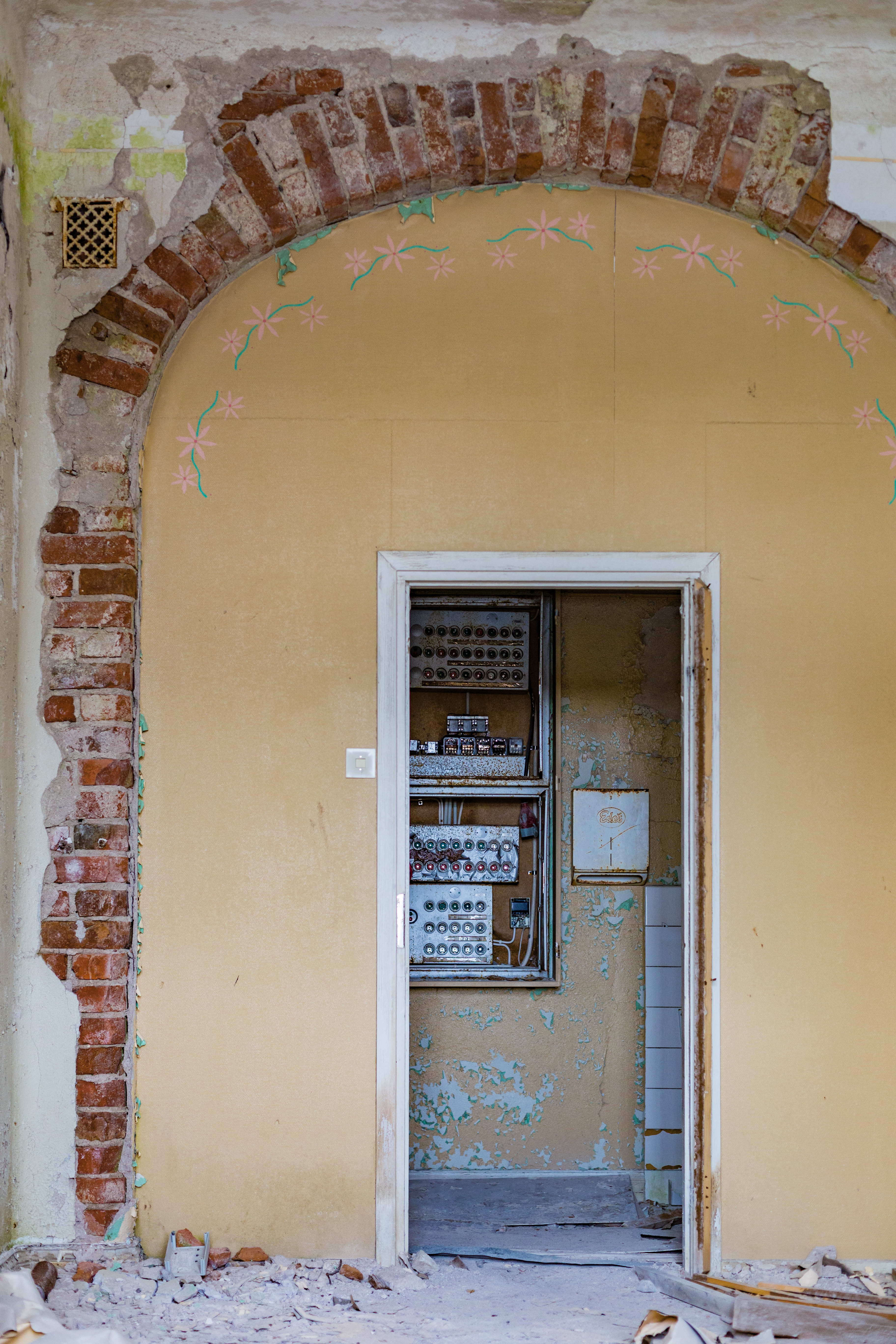
Interiör 2019.
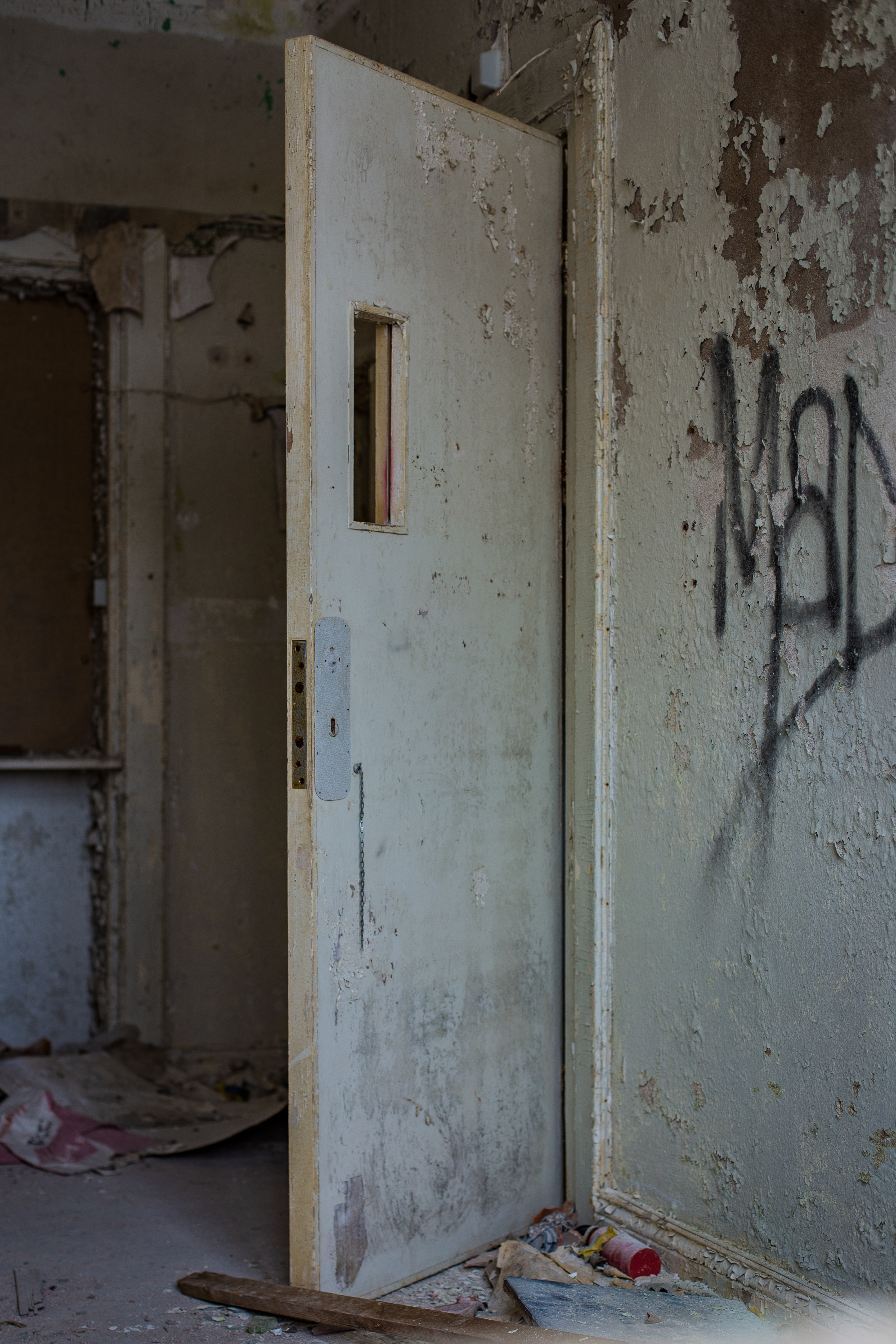
Interiör 2019.
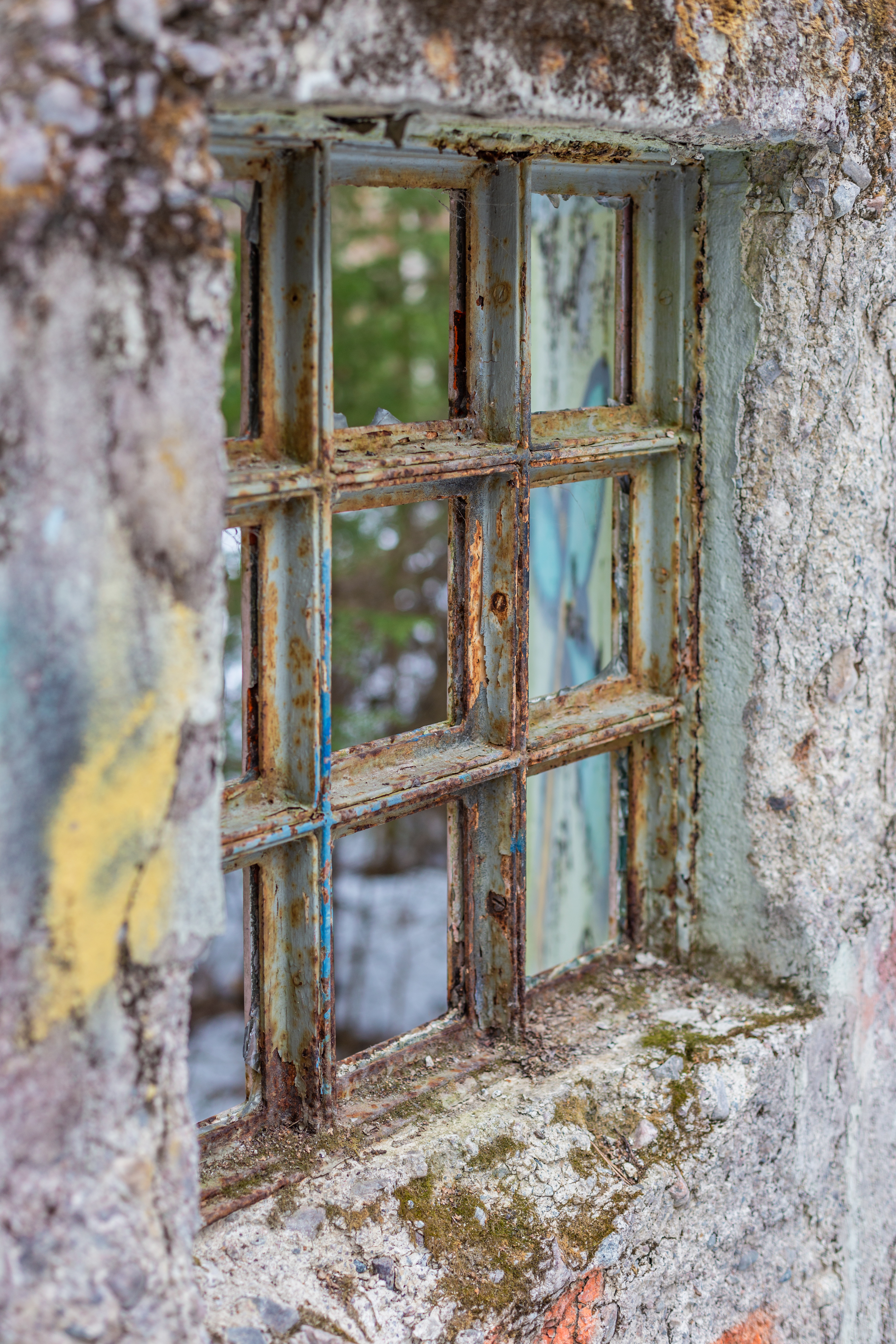
Fönster till rastgården 2019.